# William Boyle
William Boyle, XII conte di Cork e Orrey (Farnham, 30 novembre 1873 – Londra, 19 aprile 1967), è stato un ammiraglio britannico.

## Biografia

### I primi anni
William Boyle nacque nel Surrey il 30 novembre 1873 dal colonnello Gerald Edmund Boyle e da Elizabeth Teresa Pepys, quarto di nove figli. La sua carriera in marina incominciò presto, con l'addestramento nel 1886 a bordo della HMS Britannia, una nave scuola ancorata alla base di Dartmouth, dove prestò servizio per due anni. La sua prima nave fu la HMS Monarch, prima unità ad avere i cannoni principali protetti da torrette. Servì quindi nel Mediterraneo e in Cina, dove partecipò alla prima guerra sino-giapponese e successivamente andò in Australia sulla Lizard che pattugliava i mari del Sud. La promozione a tenente giunse nel 1895 e si trovò ancora in Cina durante la ribellione dei Boxer. Nel 1902 William sposò Florence Keppel, matrimoniò che durò fino alla morte di lei avvenuta nel 1963; non ebbero figli.
Dopo sedici anni di servizio arrivò nello stesso anno il comando di una nave, il cacciatorpediniere Spitfire, e poco dopo assunse il comando della Hazard, altri incarichi lo portarono nel Mediterraneo e in Cina sull'incrociatore Astraea con la carica di Executive Officer. Il 31 dicembre 1906, all'età di 33 anni, venne promosso a capitano di fregata e assegnato alla nave da battaglia Hibernia, in servizio nella Channel Fleet. Dopo un anno passato a terra presso l'ammiragliato venne richiamato in mare al comando dell'incrociatore corazzato Good Hope, che faceva parte dell'Atlantic Fleet, di stanza a Gibilterra e comandata da John Jellicoe. Il 30 giugno 1913 fu promosso al grado di capitano, venendo assegnato nello stesso anno all'ambasciata britannica a Roma come addetto, dove venne incaricato di fare da osservatore in quella che divenne la seconda guerra balcanica. Allo scoppio della prima guerra mondiale si trovava ancora nella capitale italiana.

### I teatri minori del primo conflitto mondiale
Dopo un lungo periodo di inattività forzata l'11 novembre del 1915 gli fu concesso il comando di un incrociatore vecchio e lento, l'HMS Fox di stanza nel mar Rosso, tuttavia il destino volle che si trovasse lì quando scoppiò la rivolta araba del 1916 e questo gli fruttò un'ulteriore promozione. Fu sulla nave che ospitò le trattative arabo-inglesi, condusse il bombardamento sul porto, allora turco, di Gedda, nel giugno dello stesso anno della durata di sei giorni e che si concluse con la resa degli ottomani. Successivamente si occupò di mantenere il blocco sulle coste ancora in mano ai turchi e cercò di conquistare quanti più porti possibili.
Prima che la rivolta finisse, fu convocato nel 1917 in patria dove gli venne affidato l'incrociatore da battaglia HMS Repulse che portò in azione durante la seconda battaglia di Heligoland Bight (17 novembre 1917), durante la quale fronteggiò due navi da guerra tedesche.

### L'ascesa fra le due guerre
A guerra finita gli venne assegnata una posizione a terra finché non ricevette il comando dell'incrociatore da battaglia Tiger nel 1923. Servì quindi con la Atlantic Fleet con il grado di retroammiraglio sulla Resolution, dove poté finalmente issare la propria bandiera. Un altro periodo a mezzo stipendio (il primo risaliva al periodo della sua promozione) fu seguito dal comando di uno squadrone della Mediterranean Fleet, il cui ammiraglio era Roger Keyes, a bordo dell'incrociatore Frobisher. In Cina intanto ferveva il malcontento contro gli inglesi, fomentato dai nazionalisti, e lo squadrone venne inviato in Estremo Oriente per controllare la situazione e reprimere la pirateria. Tornato in patria, nel dicembre 1928 prese il comando della flotta di riserva.
Nel 1931 Boyle venne insignito dell'Ordine del Bagno e l'anno dopo fu nominato ammiraglio e nel marzo 1933 ottenne il comando della Home Fleet a bordo della Nelson, sulla quale rimase fino al 31 agosto 1936, anno in cui compì i 63 anni. Intanto due anni prima era succeduto al cugino come conte di Cork e di Orrey, titolo che lo aveva portato a far parte della Camera dei Lord e che gli aveva dato alcune proprietà nel Somerset.
Il 1938 vide Boyle insignito del più alto grado della Marina: quello di ammiraglio della flotta, e rimase in servizio attivo per quella carica fino al 30 giugno 1939.

### I molti progetti del secondo conflitto mondiale
Quando scoppiò la seconda guerra mondiale nel settembre del 1939 William aveva ormai 66 anni e quando si propose per ritornare in servizio attivo gli risposero che al momento non era necessario. Tuttavia il 21 settembre Winston Churchill lo richiamò all'ammiragliato perché studiasse insieme con altri colleghi la situazione che si era delineata nel mar Baltico, allo scopo di produrre una strategia di controffensiva che avrebbe dovuto aver luogo nel marzo del 1940.
L'ammiragliato tuttavia rispose che, a differenza di quanto accaduto nel precedente conflitto, a sfavore giocavano l'ostilità di Italia e Giappone e soprattutto la posizione incerta della Russia, tutti fattori che rendevano l'impresa difficile e che avrebbero esposto le forze britanniche a massicci attacchi aerei. Churchill sperò quindi che si potesse mandare almeno una flotta nel mar Baltico così da poter arginare il passaggio di ferro in modo da far cessare il commercio fra tedeschi e scandinavi.
Boyle e Churchill si misero all'opera e decisero che era necessario modificare in parte le navi da guerra in modo che potessero resistere meglio agli attacchi aerei e sottomarini; benché il tempo stringesse fu deciso di modificare due o tre delle navi classe Revenge, furono rafforzate le parti vicino alla linea di galleggiamento per resistere meglio ai colpi dei cacciatorpediniere e anche i ponti per maggiore protezione contro gli attacchi aerei. Il lavoro avrebbe dovuto essere completato nella tarda primavera del 1940. A capo dell'operazione ci sarebbe stato lo stesso Boyle che mise subito in chiaro di prevedere almeno il 30% di perdite nel passaggio di mare che bisognava attraversare a ridosso della Danimarca, sarebbero poi stati imbarcati carburante per tre mesi di navigazione e sarebbero stati necessari anche sei incrociatori, due gruppi di cacciatorpediniere di ultima generazione e un distaccamento di sottomarini oltre a navi deposito e di riparazione.
I tempi di modifica delle navi diventarono tuttavia troppo lunghi, finché il trattato di Mosca e l'operazione Weserübung resero il piano obsoleto e pressoché impraticabile.
Nell'aprile dello stesso anno Boyle fu di nuovo chiamato presso l'ammiragliato per studiare un piano di invasione del porto norvegese di Narvik, ma neanche quest'operazione prese forma.
In luglio fu invece mandato alle Shetland a sovrintendere alla flotta di stanza perché sapesse affrontare l'invasione dei tedeschi, a quel tempo ritenuta probabile; quando in novembre fu decretato il cessato pericolo l'ammiraglio si ritirò definitivamente all'età di 68 anni.
Dall'autunno del 1940 si ritirò a vita privata facendo poche apparizioni pubbliche finché non morì il 19 aprile del 1967, all'età di 93 anni, e venne poi sepolto nel Somerset.

## Ascendenza
|                                     |                            |                                                  | Genitori                             |  |  | Nonni |  |  | Bisnonni                         |  |  | Trisnonni                       |  |
|                                     |                            |                                                  |                                      |  |  |       |  |  | Edmund Boyle, VIII conte di Cork |  |  | Edmund Boyle, VII conte di Cork |  |
|                                     |                            |                                                  |                                      |  |  |       |  |  | Edmund Boyle, VIII conte di Cork |  |  | Edmund Boyle, VII conte di Cork |  |
|                                     |                            | Anne Courtenay                                   |                                      |  |  |       |  |  | Edmund Boyle, VIII conte di Cork |  |  |                                 |  |
| John Boyle                          |                            |                                                  |                                      |  |  |       |  |  | Edmund Boyle, VIII conte di Cork |  |  |                                 |  |
|                                     |                            | Isabella Henrietta Poyntz                        | William Poyntz                       |  |  |       |  |  |                                  |  |  |                                 |  |
|                                     |                            | Isabella Henrietta Poyntz                        | William Poyntz                       |  |  |       |  |  |                                  |  |  |                                 |  |
|                                     |                            | Isabella Henrietta Poyntz                        | Isabella Courtenay                   |  |  |       |  |  |                                  |  |  |                                 |  |
| Gerald Edmund Boyle                 |                            | Isabella Henrietta Poyntz                        |                                      |  |  |       |  |  |                                  |  |  |                                 |  |
|                                     |                            | Henry FitzGerald                                 | James FitzGerald, I duca di Leinster |  |  |       |  |  |                                  |  |  |                                 |  |
|                                     |                            | Henry FitzGerald                                 | James FitzGerald, I duca di Leinster |  |  |       |  |  |                                  |  |  |                                 |  |
|                                     |                            | Henry FitzGerald                                 | Emily Lennox                         |  |  |       |  |  |                                  |  |  |                                 |  |
| Cecilia FitzGerald-de Ros           |                            | Henry FitzGerald                                 |                                      |  |  |       |  |  |                                  |  |  |                                 |  |
|                                     |                            | Charlotte Boyle-Walsingham, XXI baronessa de Ros | Robert Boyle-Walsingham              |  |  |       |  |  |                                  |  |  |                                 |  |
|                                     |                            | Charlotte Boyle-Walsingham, XXI baronessa de Ros | Robert Boyle-Walsingham              |  |  |       |  |  |                                  |  |  |                                 |  |
|                                     |                            | Charlotte Boyle-Walsingham, XXI baronessa de Ros | Charlotte Hanbury-Williams           |  |  |       |  |  |                                  |  |  |                                 |  |
| William Boyle, XII conte di Cork    |                            | Charlotte Boyle-Walsingham, XXI baronessa de Ros |                                      |  |  |       |  |  |                                  |  |  |                                 |  |
|                                     | William Pepys, I baronetto | William Pepys                                    |                                      |  |  |       |  |  |                                  |  |  |                                 |  |
|                                     | William Pepys, I baronetto | William Pepys                                    |                                      |  |  |       |  |  |                                  |  |  |                                 |  |
|                                     | William Pepys, I baronetto | Susanna Russell                                  |                                      |  |  |       |  |  |                                  |  |  |                                 |  |
| Charles Pepys, I conte di Cottenham | William Pepys, I baronetto |                                                  |                                      |  |  |       |  |  |                                  |  |  |                                 |  |
|                                     |                            | Elizabeth Dowdeswell                             | William Dowdeswell                   |  |  |       |  |  |                                  |  |  |                                 |  |
|                                     |                            | Elizabeth Dowdeswell                             | William Dowdeswell                   |  |  |       |  |  |                                  |  |  |                                 |  |
|                                     |                            | Elizabeth Dowdeswell                             | Bridget Codrington                   |  |  |       |  |  |                                  |  |  |                                 |  |
| Elizabeth Pepys                     |                            | Elizabeth Dowdeswell                             |                                      |  |  |       |  |  |                                  |  |  |                                 |  |
|                                     |                            | William Wingfield-Baker                          | George Wingfield                     |  |  |       |  |  |                                  |  |  |                                 |  |
|                                     |                            | William Wingfield-Baker                          | George Wingfield                     |  |  |       |  |  |                                  |  |  |                                 |  |
|                                     |                            | William Wingfield-Baker                          | Mary Sparrow                         |  |  |       |  |  |                                  |  |  |                                 |  |
| Caroline Wingfield-Baker            |                            | William Wingfield-Baker                          |                                      |  |  |       |  |  |                                  |  |  |                                 |  |
|                                     |                            | Charlotte Digby                                  | Henry Digby, I conte Digby           |  |  |       |  |  |                                  |  |  |                                 |  |
|                                     |                            | Charlotte Digby                                  | Henry Digby, I conte Digby           |  |  |       |  |  |                                  |  |  |                                 |  |
|                                     |                            | Charlotte Digby                                  | Mary Knowler                         |  |  |       |  |  |                                  |  |  |                                 |  |
|                                     |                            | Charlotte Digby                                  |                                      |  |  |       |  |  |                                  |  |  |                                 |  |